# Cosimo I de' Medici
Cosimo I de' Medici (Firenze, 12 giugno 1519 – Firenze, 21 aprile 1574) è stato il secondo e ultimo duca di Firenze, dal 1537 al 1569, e, in seguito all'elevazione dello Stato mediceo a Granducato di Toscana, il primo Granduca di Toscana, dal 1569 fino alla morte.
Figlio del condottiero Giovanni de' Medici, detto delle Bande Nere, e di Maria Salviati, apparteneva per via paterna al ramo cadetto dei Medici detto dei Popolani, discendente da quel Lorenzo de' Medici detto il Vecchio, fratello di Cosimo il Vecchio, primo Signore de facto di Firenze, mentre era discendente per via materna dal ramo principale stesso, in quanto la madre era figlia di Lucrezia de' Medici, a sua volta figlia di Lorenzo il Magnifico, signore di Firenze.
In questo modo Cosimo I portò al potere il ramo cadetto dei Popolani e diede vita alla linea granducale.

## Biografia

### Giovinezza e conquista del potere

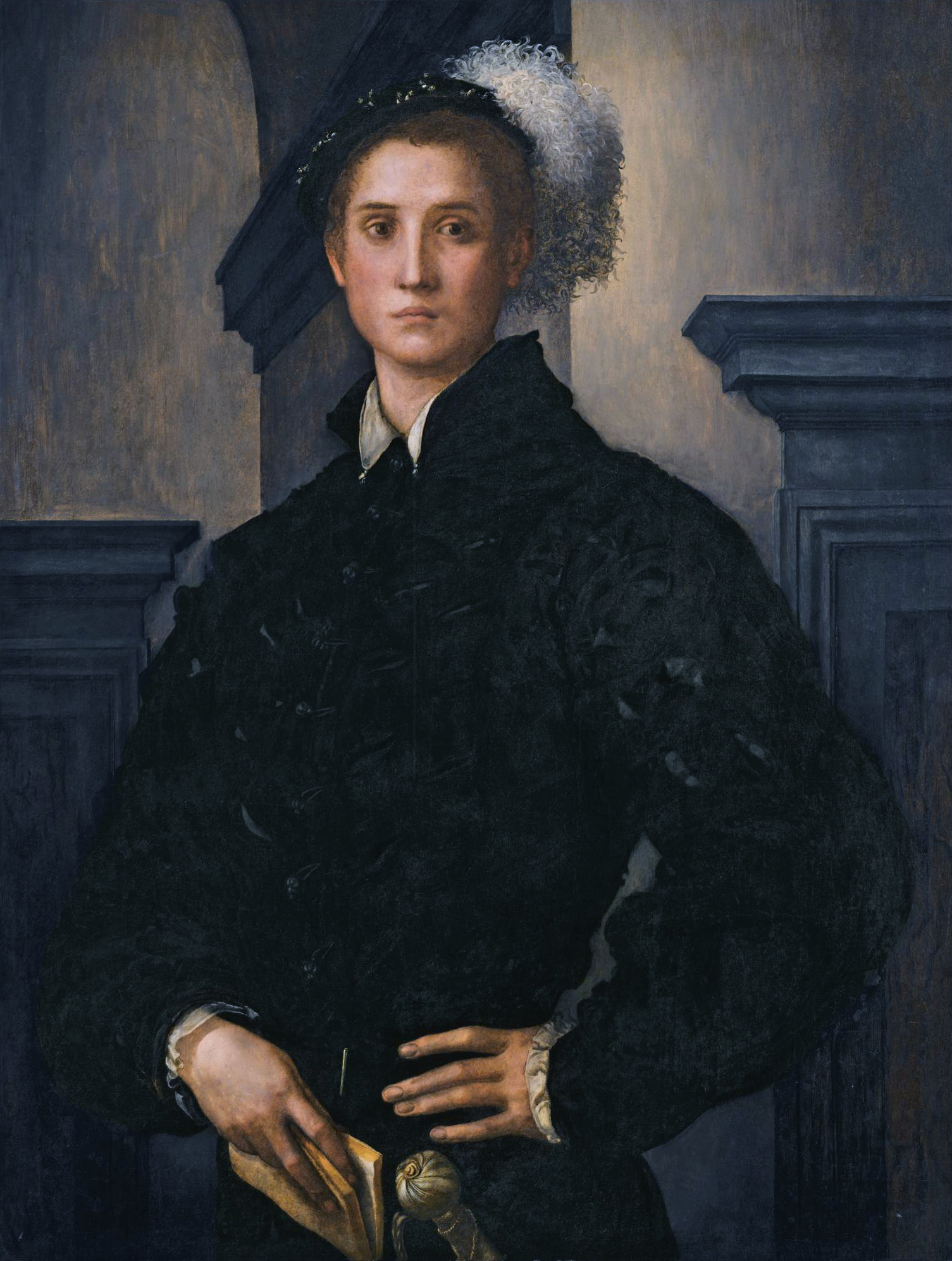
Cosimo a 19 anni, ritratto del Pontormo, 1538

Figlio del condottiero Giovanni delle Bande Nere e di Maria Salviati, Cosimo salì al potere nel 1537, a soli 17 anni, dopo l'assassinio del duca di Firenze Alessandro de' Medici. Il delitto fu ordito da Lorenzino de' Medici, lontano cugino del duca Alessandro appartenente anche egli al ramo popolano, che, tuttavia, non seppe cogliere l'occasione di sostituirsi al proprio parente e finì per fuggire da Firenze. Nessuna delle famiglie più importanti sembrava essere in grado di prendere il posto dei Medici quando Cosimo, allora pressoché sconosciuto, apparve in città, seguito da pochi servi.
Egli veniva dal Mugello, dove era cresciuto dopo la morte del padre, e riuscì a farsi nominare duca nonostante appartenesse a un ramo secondario della famiglia. Infatti, vista la sua giovane età e il suo contegno modesto, molti personaggi influenti della Firenze del tempo speravano di avere a che fare con un giovane debole, svagato, attratto solamente dalla caccia e dalle donne: una persona facile da influenzare. Cosimo venne, quindi, nominato capo del governo con la clausola che il potere sarebbe stato esercitato dal Consiglio dei Quarantotto. Ma Cosimo aveva interamente ereditato lo spirito battagliero del padre e della nonna paterna Caterina Sforza.
Infatti, appena investito del potere e dopo aver ottenuto un decreto che escludeva il ramo di Lorenzino da qualsiasi diritto di successione, esautorò i consiglieri e assunse l'assoluta autorità. Restaurò il potere dei Medici in modo così saldo che da quel momento governarono Firenze e gran parte della Toscana attuale fino alla fine della dinastia, avvenuta con la morte senza eredi dell'ultimo granduca Medici, Gian Gastone, nel 1737; la struttura del governo creata da Cosimo durò fino alla proclamazione del Regno d'Italia.
Il governo autoritario di Cosimo indusse alcuni importanti cittadini all'esilio volontario. Essi radunarono le loro forze e, con il supporto della Francia e degli stati vicini di Firenze, nel tentativo di rovesciare militarmente il governo fiorentino, alla fine di luglio del 1537 marciarono su Firenze sotto la guida di Filippo Strozzi.
Quando Cosimo seppe che si stavano avvicinando, inviò le sue migliori truppe, comandate da Alessandro Vitelli, a bloccare i nemici. Lo scontro avvenne nei pressi della rocca di Montemurlo il 1º agosto 1537 e, dopo avere sconfitto l'armata degli esuli, il Vitelli assaltò il castello, dove lo Strozzi e i suoi compari si erano rifugiati. L'assedio durò solamente poche ore e terminò con la caduta degli assediati, dando a Cosimo la sua prima vittoria militare.
I capi della rivolta furono dapprima imprigionati e poi decapitati nel palazzo del Bargello. Per tutta la sua vita Cosimo agì in modo spietato contro chi cercava di opporsi ai suoi piani. Occorre precisare che il suo dispotismo si rivolgeva in massima parte a coloro che ponevano in discussione la sua autorità, e quindi non il popolo, ma quei nobili e ricchi borghesi fiorentini che non tolleravano la sua supremazia e il suo potere. In questa etica assolutista è da includere anche la distruzione, iniziata il 20 ottobre 1561 da parte di Cosimo I, della pregevole Cattedrale di Arezzo, posta fuori dalle mura della città, al Colle del Pionta, per essersi lì fortificato Piero Strozzi il 20 luglio 1554.

### Matrimonio

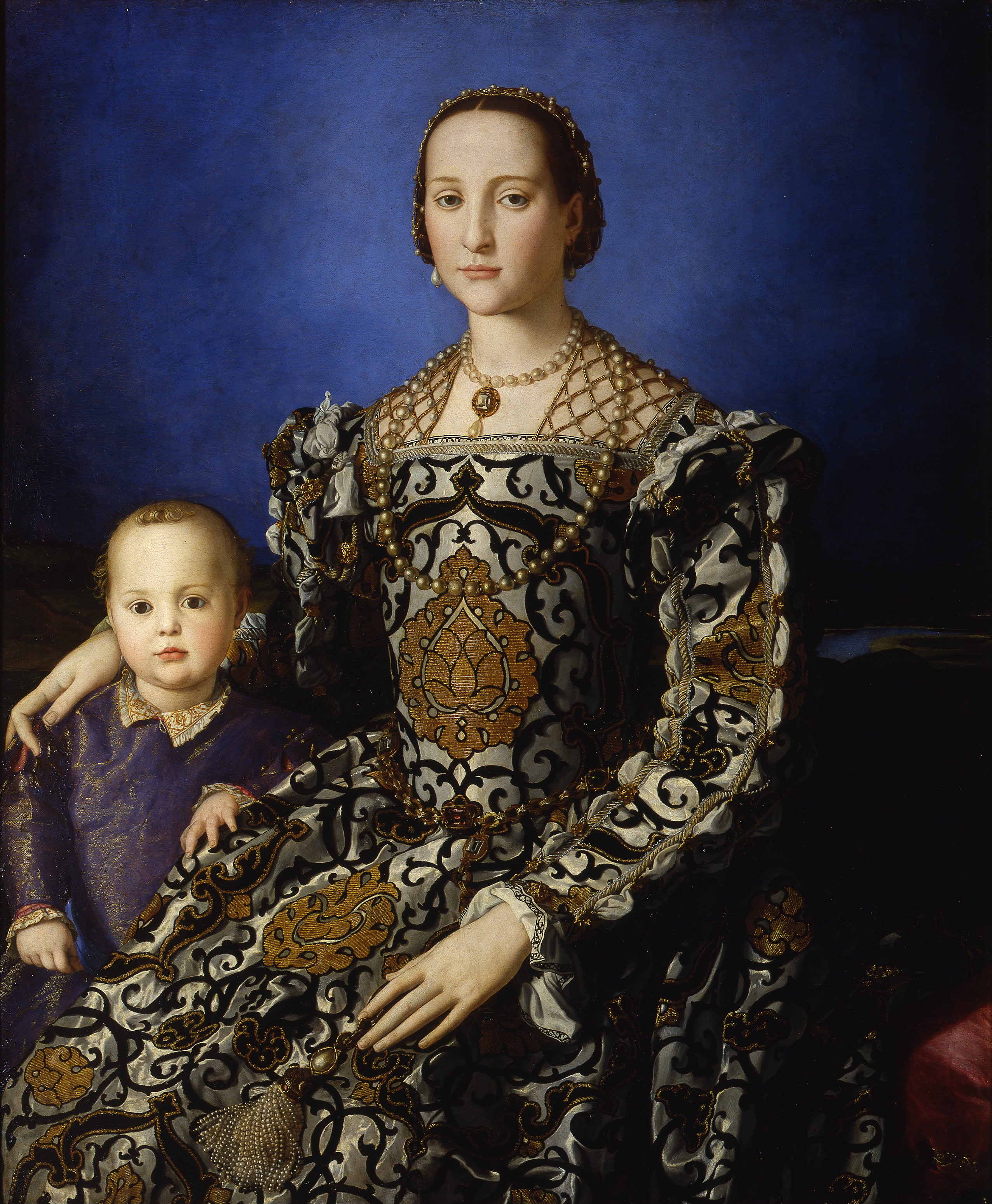
Agnolo Bronzino, Ritratto di Eleonora di Toledo con il figlio Giovanni

Inizialmente Cosimo cercò di sposare Margherita d'Austria, figlia dell'imperatore Carlo V e vedova del duca Alessandro. Ma non ottenne che un secco rifiuto e la pretesa che alla vedova fosse versata una cospicua parte del patrimonio dei Medici. Abbandonato questo progetto, sposò nel 1539 Eleonora di Toledo, figlia di Don Pedro Alvarez de Toledo, marchese di Villafranca e viceré spagnolo di Napoli. Si incontrarono per la prima volta nella villa di Poggio a Caiano e si sposarono con grandi fasti nella chiesa di San Lorenzo: lui aveva venti anni e lei diciassette. Grazie a questo matrimonio Cosimo entrò in possesso delle enormi ricchezze della moglie e si garantì l'amicizia politica del viceré di Napoli, uno dei più fidati luogotenenti dell'imperatore. Il Bronzino eseguì molti ritratti di Eleonora, il più famoso dei quali è conservato agli Uffizi.
Assieme a Cosimo, Eleonora ebbe undici figli, assicurando così in teoria la successione e la possibilità di combinare matrimoni con altre importanti case regnanti, anche se l'unico che sopravvisse in maniera duratura fu Ferdinando I. Eleonora morì nel 1562 all'età di soli quarant'anni, assieme ai suoi figli Giovanni e Garzia. I tre furono uccisi dalla malaria, contratta durante un viaggio verso Pisa, dove volevano curarsi dalla tubercolosi, malattia dovuta all'insalubre situazione cittadina, per sfuggire alla quale proprio Eleonora aveva comprato la residenza di Palazzo Pitti in Oltrarno.

### Primi anni di governo

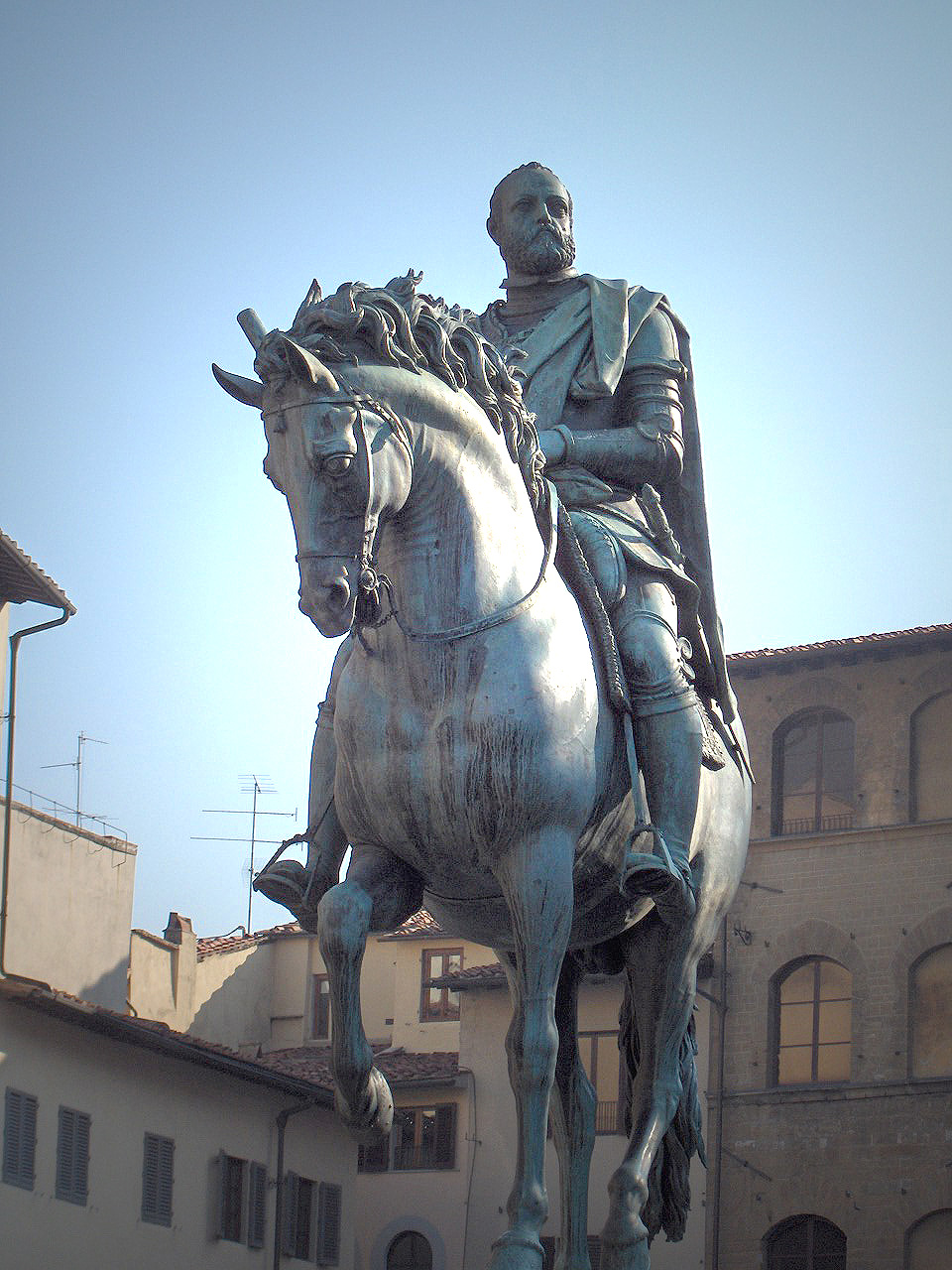
Statua equestre di Cosimo I, opera del Giambologna, Piazza della Signoria, Firenze

Già dal 1537 iniziò l'inarrestabile ascesa autoritaria di Cosimo I, che inviò a Carlo V il vescovo di Forlì, Bernardo Antonio de Medici, per informarlo di quanto avvenuto alla morte di Alessandro e della successione da parte dello stesso Cosimo, ma soprattutto per confermargli fedeltà, allo scopo di ottenere la conferma imperiale. A partire dal 1543, dopo avere riscattato le ultime fortezze ancora in mano all'imperatore, Cosimo I, secondo un disegno sistematico commisurato alle particolari condizioni dello Stato toscano, esposto ai frequenti passaggi di truppe e minacciato di dentro dal banditismo e dai fuoriusciti fiorentini, avviò una sorprendente attività edilizio-militare:
- intraprese la realizzazione di nuovi presidi, costruendo fortezze a Siena, Arezzo, Sansepolcro e Pistoia. A Sansepolcro, inoltre, fece abbattere tutti i borghetti esterni alle mura, che si espandevano su una superficie considerevole e ospitavano vari edifici, tra cui chiese e ospedali, preferendo fortificare l'antica cerchia muraria piuttosto che allargarla;
- rafforzò le difese di origine medioevale a Pisa, Volterra e Castrocaro, in Romagna, a pochi chilometri da Forlì;
- fece erigere una nuova cinta muraria a Fivizzano a sbarramento dei passi appenninici del Lagastrello e del Cerreto;
- fece fortificare San Piero a Sieve, Empoli, Cortona e Montecarlo, ai confini della Repubblica di Lucca;
- fece costruire ex novo la città-fortezza di Portoferraio (Cosmopoli) nell'isola d'Elba e piazze d'armi, quali Sasso di Simone nel Montefeltro e Terra del Sole (Eliopoli), tra la vecchia fortezza di Castrocaro, destinata a essere abbandonata, e Forlì, quindi ai confini con lo Stato della Chiesa.

Come indica il nome, Terra del Sole doveva costituire non un semplice luogo fortificato, ma addirittura un piccolo esperimento di città ideale. La breve distanza da Forlì (meno di 10 km) indica, da un lato, la forte penetrazione del potere di Firenze in Romagna (la cosiddetta "Romagna toscana"), dall'altro, costituiva un abisso incolmabile, perché il capoluogo romagnolo non cadde mai in potere dei fiorentini e segna, quindi, l'estremo limite della loro espansione.
Altra priorità di Cosimo fu la ricerca di una posizione di maggior indipendenza rispetto alle forze europee. Egli abbandonò la tradizionale posizione di Firenze, di norma alleata con i francesi, per operare dalla parte dell'imperatore Carlo V. I ripetuti aiuti finanziari che Cosimo garantì all'impero gli valsero il ritiro delle guarnigioni imperiali da Firenze e Pisa e una sempre maggior indipendenza politica.
Il timore di nuovi attentati alla sua persona lo spinsero a crearsi una piccola legione di guardia del corpo personale composta da svizzeri. Nel 1548 Cosimo riuscì a fare uccidere a Venezia Lorenzino de' Medici per mano di Giovanni Francesco Lottini, che assoldò due sicari volterrani. (Grazie a un nuovo studio di Stefano Dall'Aglio sappiamo che, al contrario, l'intera manovra fu orchestrata dall'imperatore Carlo V, che non poteva perdonare la morte del suo genero, marito della figlia Margherita). Per anni lo aveva fatto inseguire per tutta Europa e con la sua morte tramontava ogni possibile pretesa dinastica contro di lui sul comando della Toscana. L'anno successivo mediò uno scontro tra Siena e l'impero, facendo accettare l'indipendenza della città in cambio della presenza di una guarnigione spagnola al suo interno.
Preferì non intraprendere la conquista di Lucca, fermato dal timore che i lucchesi, gelosi della loro indipendenza, si sarebbero trasferiti altrove con i loro capitali, rovinando il commercio della città (come del resto era avvenuto in precedenza con la conquista di Pisa). D'altro canto, Lucca, unica città imperiale italiana, godeva, anche grazie alla propria ricchezza, di importanti appoggi da parte di potenti stati europei e tentare la sua conquista avrebbe potuto avere effetti imprevedibili sugli equilibri internazionali. Andarono a vuoto, invece, i suoi tentativi per ottenere Pontremoli e la Corsica che, pur di sottrarsi al dominio genovese, avrebbe accettato l'unione con la Toscana, con la quale aveva, se non altro, vincoli culturali e linguistici più profondi.
Sapendo di non essere granché amato dai fiorentini, egli li tenne fuori dall'esercito, quindi disarmati, e arruolò soltanto truppe provenienti dagli altri suoi domìni.

### Conquista di Siena
Nel 1552 Siena si ribellò contro l'impero, scacciò la guarnigione spagnola e fece occupare la città dai francesi. Nel 1553 una spedizione militare, inviata dal viceré di Napoli Don Pedro, aveva tentato di riconquistare la città ma, complice anche la morte dello stesso viceré, l'impresa era stata un fallimento. Nel 1554 Cosimo ottenne il supporto dell'imperatore per muover guerra contro Siena utilizzando il proprio esercito. Dopo alcune battaglie nelle campagne tra le due città e la sconfitta dei senesi a Marciano, Siena fu assediata dai fiorentini. Il 17 aprile 1555, passati molti mesi di assedio, la città, stremata, cadde: la popolazione senese era diminuita da 40.000 a 6.000 abitanti.
Siena rimase sotto protezione imperiale fino al 1557, quando il figlio dell'imperatore, Filippo II di Spagna, la cedette a Cosimo, tenendo per sé i territori di Orbetello, Porto Ercole, Talamone, Monte Argentario e Porto Santo Stefano, che andarono a formare lo Stato dei Presidi. Nel 1559, a seguito del Trattato di Cateau-Cambrésis al termine delle guerre d'Italia franco-spagnole, Cosimo ottenne anche i residui territori della Repubblica di Siena riparata in Montalcino, ultimo presidio dei senesi sotto protezione francese.

### Organizzazione dello stato
Sebbene Cosimo esercitasse il potere in modo dispotico sotto la sua amministrazione la Toscana fu uno Stato al passo con i tempi. Esautorò da ogni carica, anche formale, la maggior parte delle importanti famiglie fiorentine, non fidandosi dei loro componenti. Scelse piuttosto funzionari di umili origini. Una volta ottenuto il titolo di Granduca di Toscana dal papa Pio V nel 1569, mantenne la divisione giuridica e amministrativa tra il Ducato di Firenze (il cosiddetto "Stato vecchio") e il Ducato di Siena (detto "Stato Nuovo", quindi tenendo le due zone sapientemente separate e con magistrature proprie. Rinnovò l'amministrazione della giustizia, facendo emanare un nuovo codice criminale. Rese efficienti i magistrati e la polizia. Le sue carceri erano tra le più temute d'Italia. Similmente alle corti dell'Europa dell'epoca, il principe creò la struttura complessa di un casato, ricco di figure professionali e culturali nuove per la storia cittadina e per il suo vissuto personale. Fino agli anni 1540-1560 non fu istituita una cassa generale del Granducato che desse puntuale rendiconto delle spese pubbliche e, diversamente dalle corti estense e sabauda, mancarono fonti storiche cospicue e seriali, così come cerimoniali di corte elaborati, con riti, linguaggi, attori e codici espressivi del potere sovrano, fatti che resero la storia medicea di quel periodo assimilabile più a quella di un casato locale che a una corte principesca.
Spostò la sua dimora da Palazzo Medici (oggi Palazzo Medici Riccardi) a Palazzo Vecchio, in modo che ogni fiorentino avesse ben chiaro che il potere era tutto nelle sue mani. Anni più tardi si trasferì a Palazzo Pitti.
Introdusse e finanziò la fabbricazione di arazzi. Costruì strade, opere di prosciugamento, porti. Dotò molte città toscane di fortilizi. Rafforzò l'esercito, istituì nel 1561 l'Ordine marinaresco di Santo Stefano, con sede a Pisa nel vasariano Palazzo dei Cavalieri, e migliorò la flotta toscana, partecipando alla battaglia di Lepanto. Con la Legge dell'Unione del 1549 e con ulteriori assegnazioni tra il 1559 e il 1564 modificó la funzione dell'antico Ordine di Parte Guelfa, sottraendogli funzioni militari e attribuendogli competenza piena nella gestione del territorio granducale dalla regimentazione delle acque alle manutenzione delle aree rurali e boschive. Promosse le attività economiche, sia recuperando antiche lavorazioni (come l'estrazione dei marmi a Seravezza), sia creandone di nuove. I continui aumenti delle tasse, seppur controbilanciati da un incremento dei commerci, posero il germe di uno scontento popolare che si acuirà sempre di più con i suoi successori. Nonostante le difficoltà economiche, fu molto prodigo come mecenate.
Proseguì, inoltre, gli studi di alchimia e di scienze esoteriche, la cui passione aveva ereditato dalla nonna Caterina Sforza.
Negli ultimi dieci anni del suo regno rinunciò alla conduzione degli affari interni dello stato in favore di suo figlio Francesco.

### Granduca

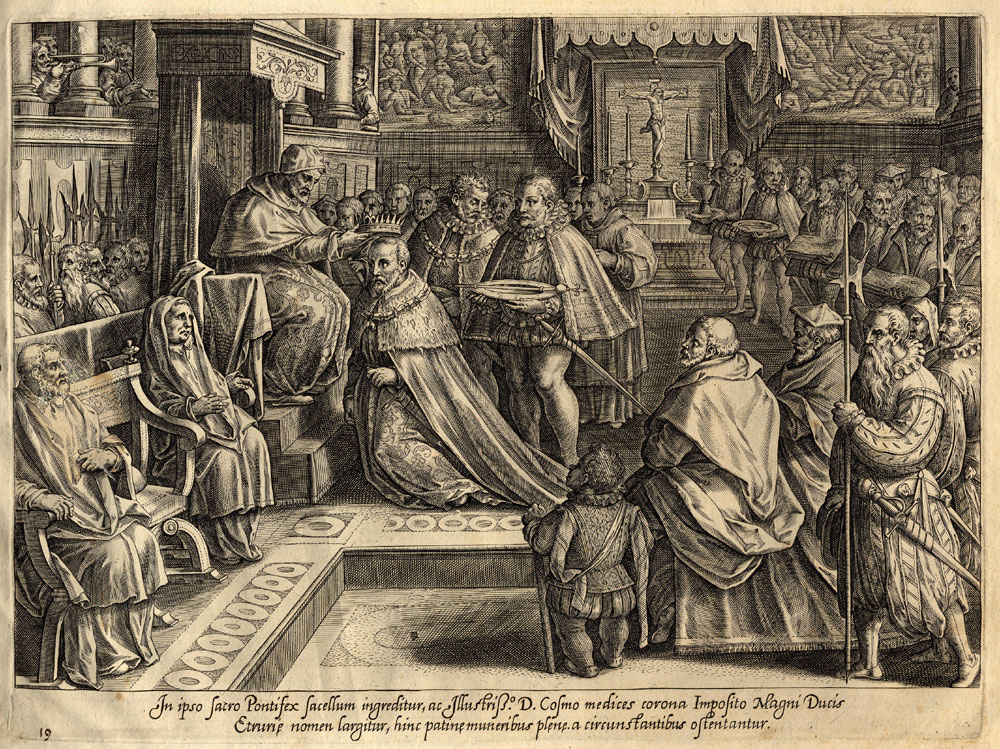
Giovanni Stradano, Incoronazione di Cosimo I come Granduca

Cosimo si adoperò per ricevere un titolo regale che lo affrancasse dalla condizione di semplice feudatario dell'imperatore e che gli desse quindi maggior indipendenza politica. Non trovando alcun appoggio da parte imperiale, si rivolse al Papato. Già con Paolo IV aveva cercato di ottenere il titolo di re o arciduca, ma invano. Finalmente, nel 1569, dopo avere stipulato un accordo con il papa secondo il quale avrebbe messo la sua flotta a servizio della Lega Santa che si stava venendo a formare per contrastare l'avanzata ottomana, Pio V emanò una bolla che lo creava granduca di Toscana. Nel gennaio dell'anno successivo fu incoronato dal papa stesso a Roma. In realtà tale diritto sarebbe spettato all'imperatore, e per questo Spagna e Austria si rifiutarono di riconoscere il nuovo titolo, minacciando di abbandonare la Lega, mentre Francia e Inghilterra lo ritennero subito valido e, con il passare del tempo, tutti gli stati europei finirono per riconoscerlo. Alcuni storici ipotizzano che l'avvicinamento tra Pio V e la conseguente concessione dell'ambito titolo granducale avvenisse con la consegna a tradimento dell'eretico Pietro Carnesecchi, che si era rifugiato a Firenze confidando nella protezione del Duca medesimo.
Cosimo governava con mano ferma, attraverso una rete di uomini, funzionari e magistrati fidati. Questo nonostante la sua vita non si svolgesse solo presso la corte fiorentina (prima a Palazzo Vecchio, poi a Palazzo Pitti), ma in spesso in continui spostamenti tra le ville che gli erano giunte dai beni familiari. Infatti aveva una grande passione per la caccia e seguendo un ciclo stazionale si spostava tra le varie dimore esercitando sia l'uccellaggione con le reti che la caccia a cavallo di cinghiali. 

### Ultimi anni e morte
La morte della moglie nel 1562 e di due dei suoi figli colpiti da malaria lo aveva profondamente segnato. Nel 1564 abdicò a favore del figlio Francesco, ritirandosi nella villa di Castello vicino a Firenze. Guardando anche il profilo umano, c'è da credere che la vita nelle sale ormai vuote di Palazzo Pitti, già occupate dall'amatissima moglie e dai numerosi figli che non gli erano sopravvissuti, lo deprimesse enormemente.
Dopo avere frequentato Eleonora degli Albizi, dalla quale ebbe due figli naturali, nel 1570 Cosimo prese in seconde nozze Camilla Martelli come moglie morganatica, che gli diede una figlia, poi legittimata e integrata nella successione. Il peggioramento del suo burrascoso carattere e i continui scontri con i figli (Francesco aveva una visione dello Stato completamente diversa dal padre), a causa della nuova moglie, resero i suoi ultimi anni turbolenti. Morì il 21 aprile 1574, a cinquantacinque anni, già gravemente menomato da un ictus che gli aveva limitato la mobilità e tolto la parola.

Nel 1857, durante una prima ricognizione delle salme dei Medici, così venne ritrovato il suo corpo: 

## Cosimo e l'arte

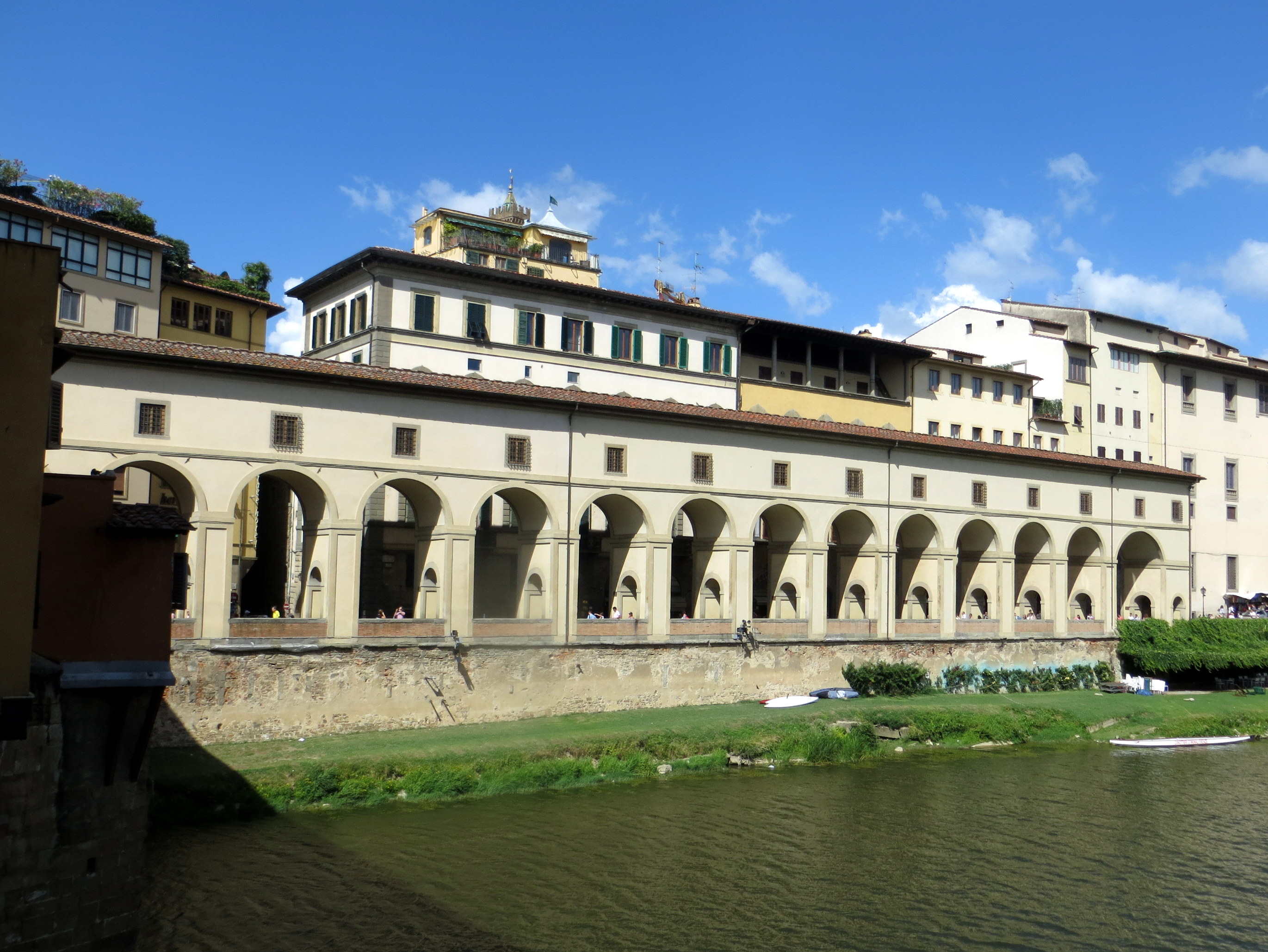
Firenze, corridoio vasariano

Cosimo seppe sfruttare il ruolo anche politico dell'arte, promuovendo numerosi cantieri che cambiarono, in meglio, il volto di Firenze, in modo da portare avanti un'immagine del suo governo come saggio e illuminato, apportatore di prestigio economico e culturale in città.
Tra le varie opere da lui compiute, si ricorda la creazione della fabbrica che doveva ospitare le Magistrature, cioè gli uffici amministrativi dello Stato, che, diventata Galleria degli Uffizi sotto il granduca Francesco I de' Medici, è oggi uno dei più importanti e visitati musei del mondo. Ampliò la maestosa costruzione di Palazzo Pitti, che divenne la residenza ufficiale dei granduchi; portò a compimento il Giardino di Boboli, parco della sua residenza. Collegò la sua nuova residenza con Palazzo Vecchio attraverso il Corridoio vasariano.
La sua corte fu ambita da artisti di grande valore, tra i quali Giorgio Vasari, Agnolo Bronzino, Bartolomeo Ammannati, Benvenuto Cellini. E proprio su consiglio dell'architetto aretino Giorgio Vasari fondò, il 13 gennaio 1563, l'Accademia e Compagnia dell'Arte del Disegno, il cui ruolo e prestigio, certo non confinati negli angusti limiti politico economici del principato toscano, crebbero fra il Cinque e il Seicento grazie allo straordinario contributo di accademici come Michelangelo Buonarroti, Francesco da Sangallo, Benvenuto Cellini, Bartolomeo Ammannati, il Giambologna, Galileo Galilei, ecc.
Mentre la Compagnia era una sorta di corporazione cui dovevano aderire tutti gli artisti operanti in Toscana, l'Accademia, costituita solo dalle più eminenti personalità culturali della corte di Cosimo, aveva finalità di tutela e supervisione sull'intera produzione artistica del principato mediceo. Appassionato di archeologia, intraprese ampie ricerche di artefatti etruschi a Chiusi, Arezzo e in altre città, portando alla luce numerosi oggetti e statue.

## Cosimo e la scienza
Cosimo I, come tutto il ramo dei Medici che da lui discese, era fortemente appassionato alle scienze naturali: nel 1549, per stupire i sudditi e gli stranieri, nonché per dimostrare il suo interesse nelle meraviglie della natura, fece esporre un capodoglio trovato presso Livorno direttamente nella Loggia dei Lanzi in piazza della Signoria a Firenze.
Sotto il suo regno furono fondati gli Orti botanici di Pisa (1544) e di Firenze (1545). Fu autore di studi cosmografici e fece eseguire al monaco Egnazio Danti (1536-1586) le carte geografiche di tutte le terre allora conosciute. La raccolta di meraviglie scientifiche (con forte presenza degli strumenti matematici) iniziata da Cosimo costituisce il nucleo più antico delle collezioni di strumentazione matematica oggi conservate presso il Museo Galileo di Firenze.

## Discendenza
La discendenza di Cosimo e Eleonora, sebbene numerosa, non fu certo toccata dalla fortuna, a causa della tubercolosi a Firenze, che richiedeva spesso soggiorni nelle zone costiere, dove invece era presente la malaria. Morirono infatti di febbri malariche i figli Maria (1557), Giovanni (1562) e Garzia (1562), oltre alla stessa Eleonora (1562); altri tre (Pedricco, Antonio e Anna), morirono ancora in fasce; Lucrezia, Duchessa di Ferrara, Modena e Reggio Emilia, morì giovanissima di tubercolosi (anche se i nemici di suo marito, Alfonso II d'Este, insinuarono che fosse stata avvelenata da quest'ultimo, allo scopo di sposare l'arciduchessa Barbara d'Austria, matrimonio politicamente più prestigioso); Francesco I morì misteriosamente insieme alla seconda moglie Bianca Cappello (per molti secoli si è ipotizzato che fossero stati avvelenati da Ferdinando I, ma le ultime analisi scientifiche smentiscono questa ipotesi); Isabella, che per molti anni si ipotizzò che potesse essere morta per mano del marito con l'accusa di adulterio, morì per un’ostruzione biliare; Ferdinando I fu l'unico dei figli legittimi ad avvicinarsi alla vecchiaia e fu per molti anni il terzo Granduca di Toscana, morendo a 59 anni.
Cosimo I, inoltre, ebbe alcune storie fuori dal matrimonio e quattro figli illegittimi: da una donna, il cui nome non viene menzionato, ebbe la sua prima figlia, Bia, che però morì a soli 5 anni; da Eleonora degli Albizzi ebbe una figlia nata morta e Giovanni, che fu un militare e un architetto e morì a 54 anni; dall'amante Camilla Martelli, poi moglie morganatica, ebbe Virginia, che verrà legittimata in conseguenza del matrimonio dei genitori nel 1570 e che morirà a 47 anni, affetta da tempo da pazzia.
Con Eleonora di Toledo ebbe undici figli:
- Maria, 3 aprile 1540 – 19 novembre 1557 (17 anni). Si spense a Livorno, probabilmente colpita dalla malaria;
- Francesco, 25 marzo 1541 – 19 ottobre 1587 (46 anni). Sostituì in reggenza il padre Cosimo I dal 1564 e divenne il secondo Granduca di Toscana nel 1574. Morì improvvisamente e misteriosamente nella Villa medicea di Poggio a Caiano;
- Isabella, 31 agosto 1542 – 15 luglio 1576 (33 anni). Duchessa di Bracciano come moglie di Paolo Giordano I Orsini, primo Duca di Bracciano, morì inaspettatamente nella Villa medicea di Cerreto Guidi;
- Giovanni, 29 settembre 1543 – 20 novembre 1562 (19 anni). Cardinale di Santa Romana Chiesa, creato il 31 gennaio 1560 dal papa Pio IV
- Lucrezia, 14 febbraio 1545 – 21 aprile 1561 (16 anni). Duchessa di Ferrara, Modena e Reggio come moglie di Alfonso II d'Este. Morì di tubercolosi;
- Piero "Pedricco", 7 agosto 1546 – 9 giugno 1547;
- Garzia, 5 luglio 1547 – 6 dicembre 1562 (15 anni);
- Antonio, nato e morto nel 1548;
- Ferdinando, 30 luglio 1549 – 7 febbraio 1609 (59 anni). Cardinale di Santa Romana Chiesa dal 1562, dopo la morte del fratello Francesco I salì sul trono del Granducato di Toscana, diventando il terzo granduca (1587);
- Anna, nata e morta nel 1553;
- Pietro, 3 giugno 1554 – 25 aprile 1604 (49 anni). Generale delle galere toscane nel 1573 e ambasciatore fiorentino.

Con Camilla Martelli, moglie morganatica, ebbe una figlia:
- Virginia, 29 maggio 1568 – 15 gennaio 1615 (46 anni). Nata fuori dal matrimonio, quindi illegittima, venne legittimata "per subsequens" nel 1570, anno del matrimonio tra i due genitori. Fu duchessa di Modena e Reggio come moglie di Cesare d'Este.

Cosimo ebbe numerose relazioni extra-coniugali.

Da una donna rimasta ignota ebbe, prima del matrimonio con Eleonora di Toledo, una figlia:
- Bianca "Bia", ~1537 – 1º marzo 1542 ( anni).

Da Eleonora degli Albizi ebbe un figlio:
- Giovanni, 13 maggio 1567 – 19 luglio 1621 (54 anni). Grande di Spagna e ambasciatore fiorentino. Fu anche architetto: è suo, per esempio, il disegno per la costruzione della Cappella dei Principi nella Basilica di San Lorenzo.
- Figlia nata morta

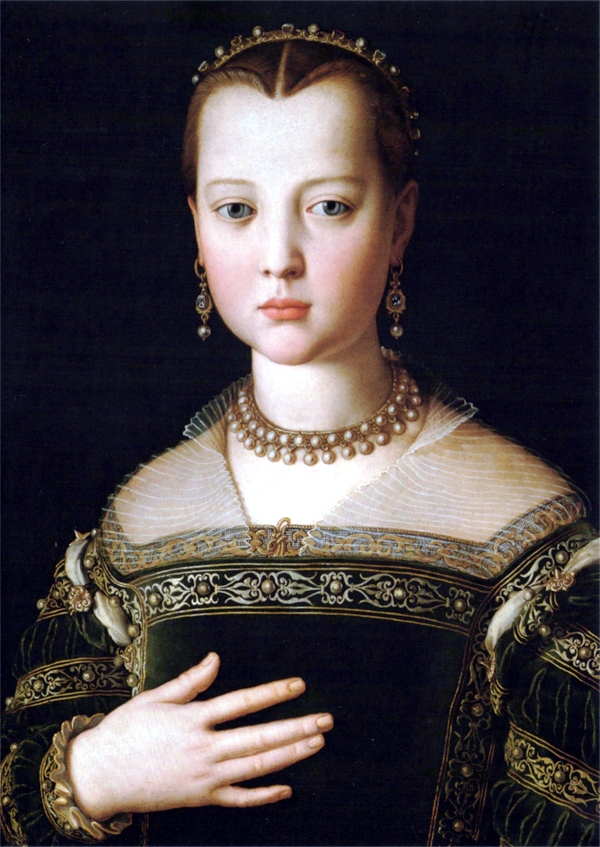
Maria
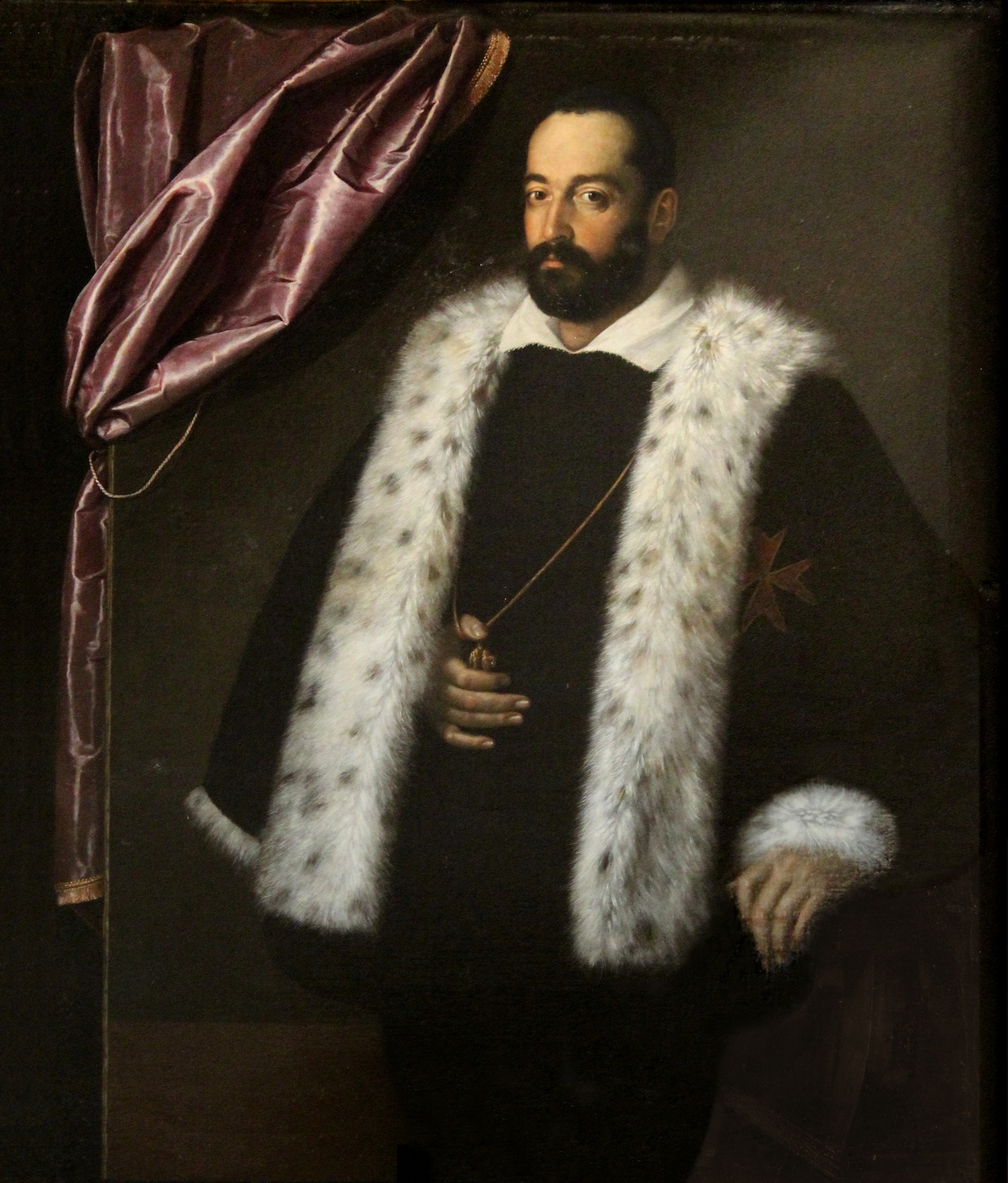
Francesco
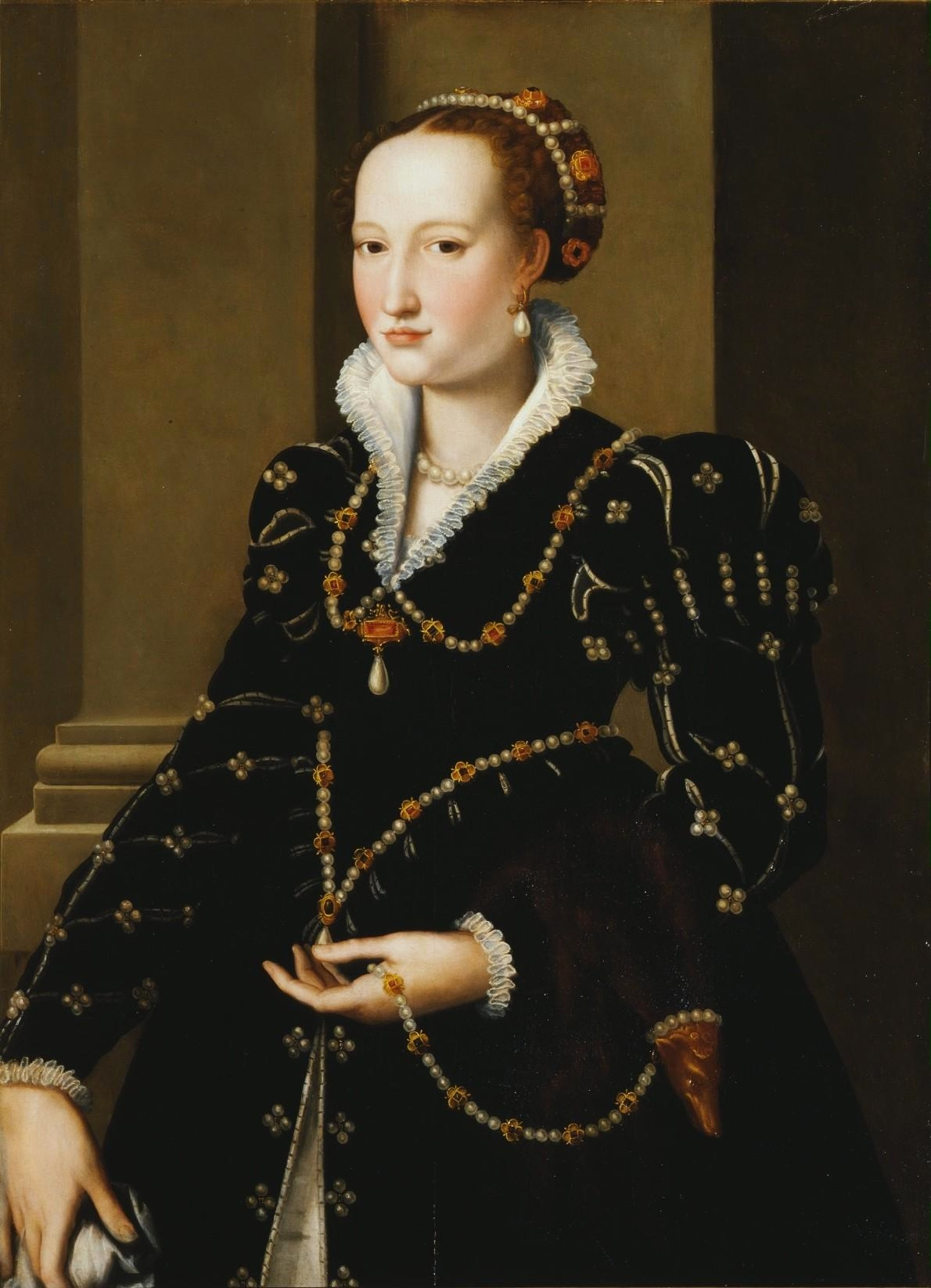
Isabella
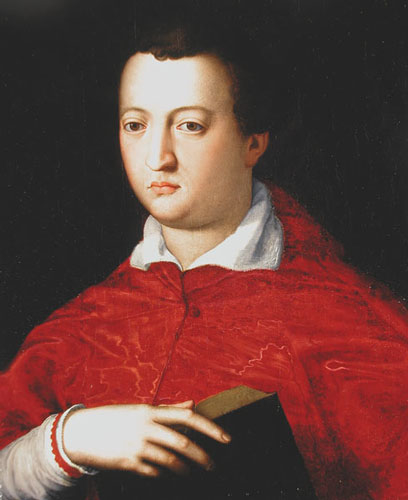
Giovanni
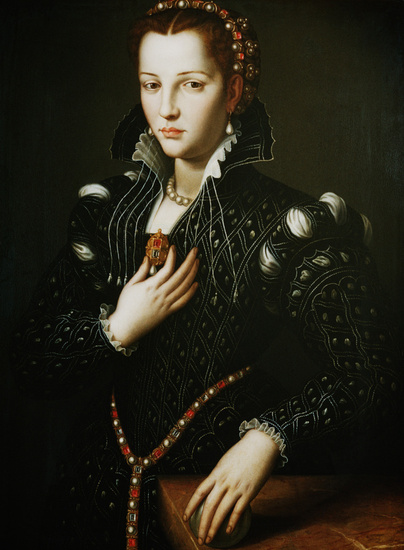
Lucrezia
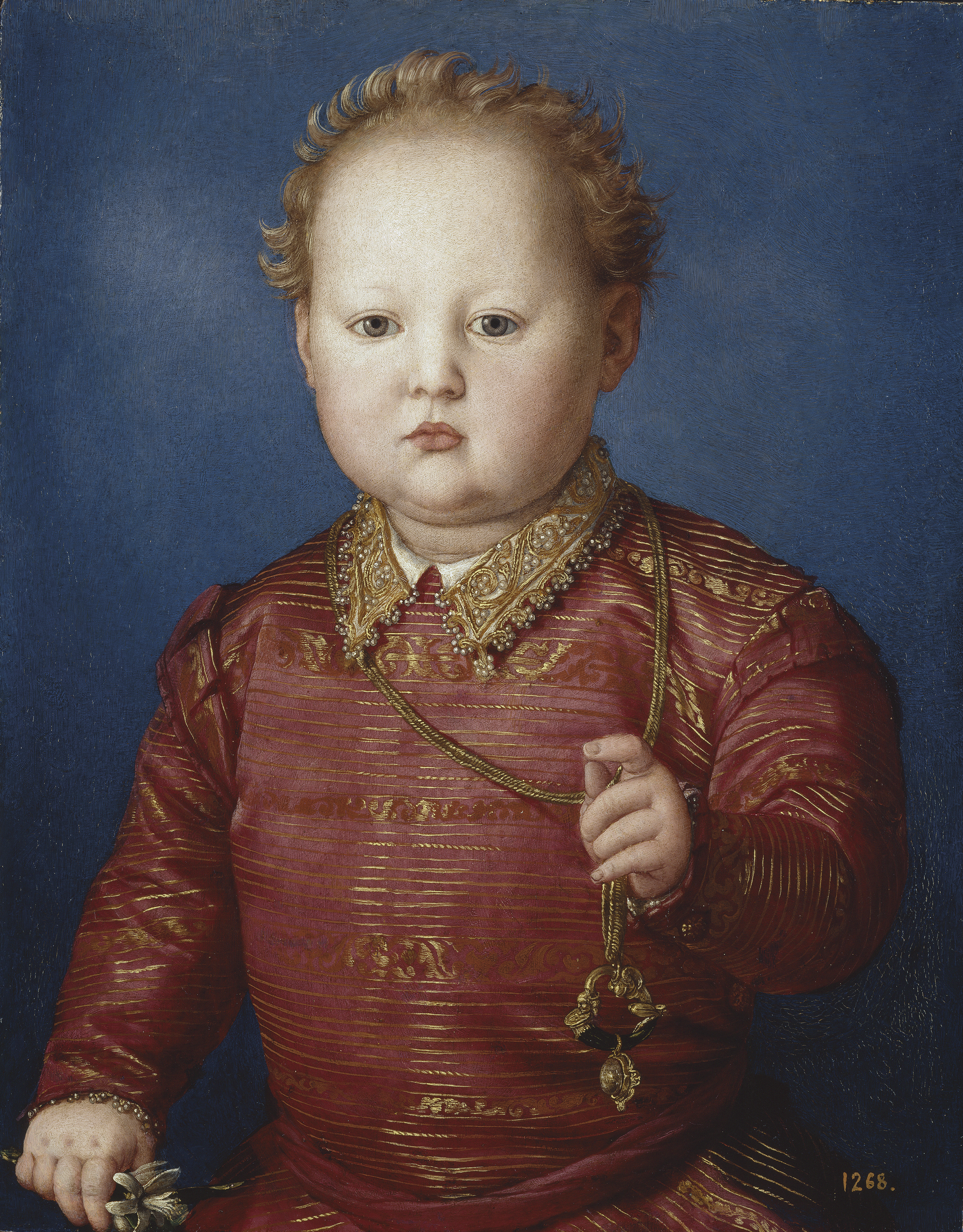
Garzia
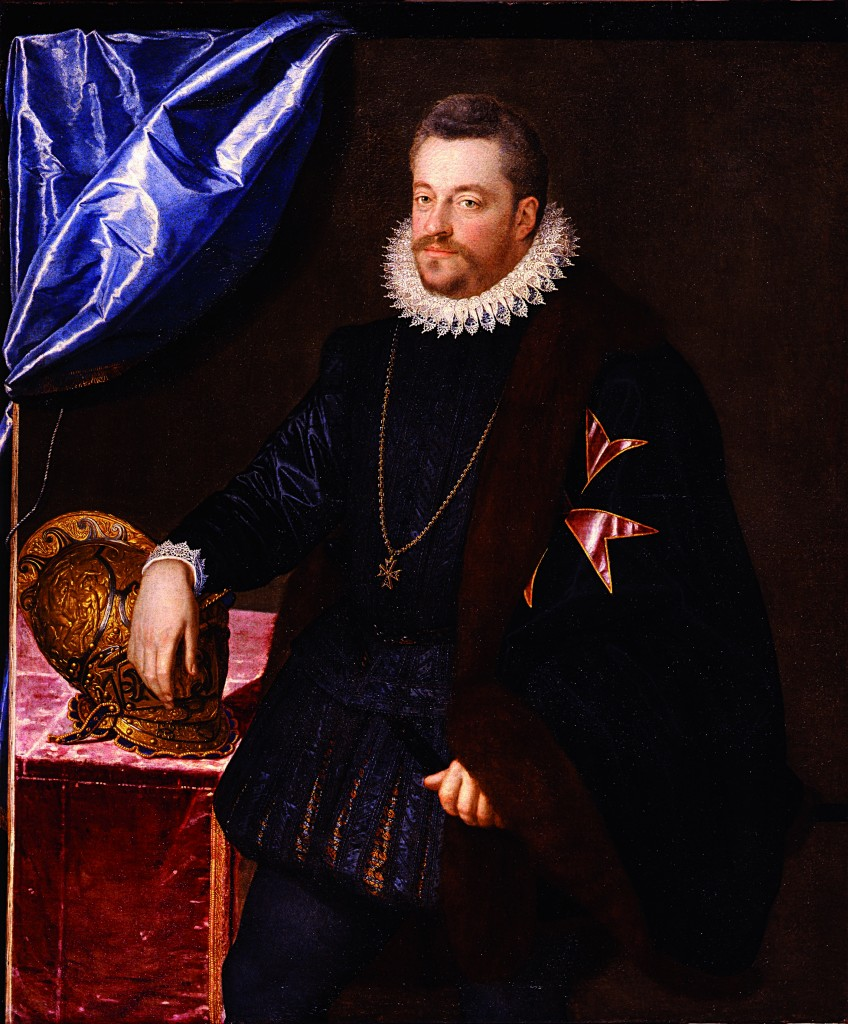
Ferdinando
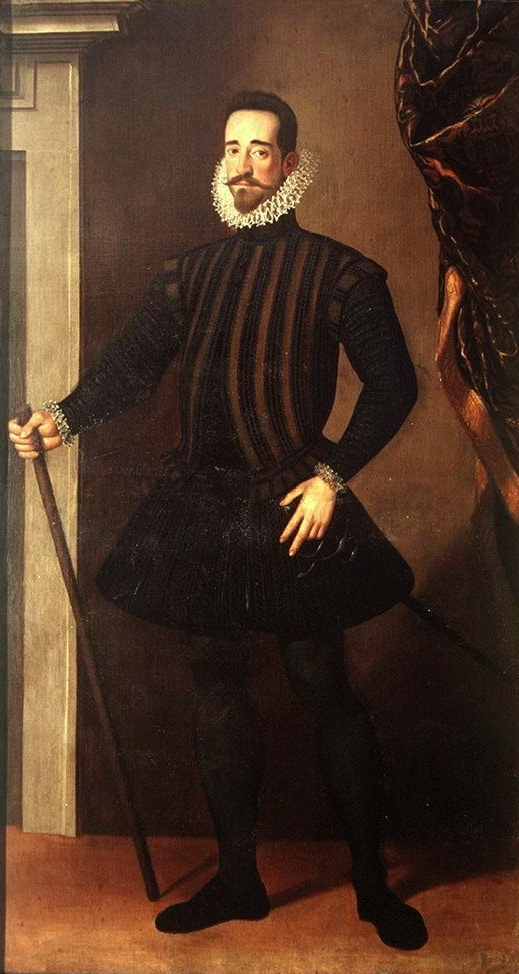
Pietro
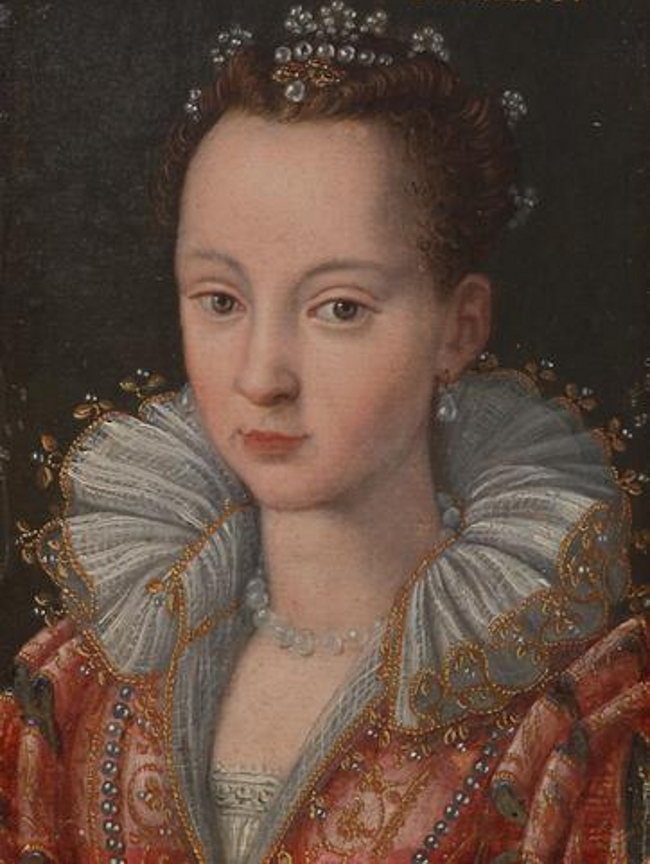
Virginia
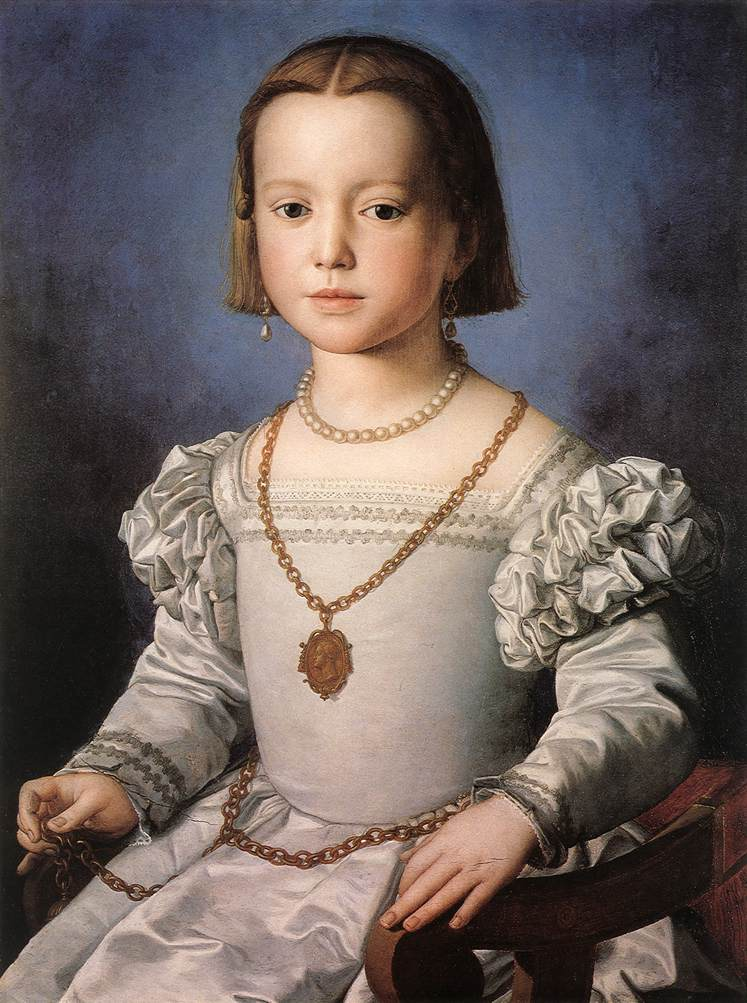
Bia
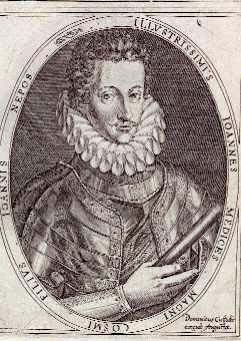
Giovanni

## Ascendenza
|                           |                   |                       | Genitori              |  |  | Nonni |  |  | Bisnonni                 |  |  | Trisnonni          |  |
|                           |                   |                       |                       |  |  |       |  |  | Pierfrancesco il Vecchio |  |  | Lorenzo il Vecchio |  |
|                           |                   |                       |                       |  |  |       |  |  | Pierfrancesco il Vecchio |  |  | Lorenzo il Vecchio |  |
|                           |                   | Ginevra Cavalcanti    |                       |  |  |       |  |  | Pierfrancesco il Vecchio |  |  |                    |  |
| Giovanni il Popolano      |                   |                       |                       |  |  |       |  |  | Pierfrancesco il Vecchio |  |  |                    |  |
|                           |                   | Laudomia Acciaiuoli   | Jacopo Acciaiuoli     |  |  |       |  |  |                          |  |  |                    |  |
|                           |                   | Laudomia Acciaiuoli   | Jacopo Acciaiuoli     |  |  |       |  |  |                          |  |  |                    |  |
|                           |                   | Laudomia Acciaiuoli   | Costanza de' Bardi    |  |  |       |  |  |                          |  |  |                    |  |
| Giovanni delle Bande Nere |                   | Laudomia Acciaiuoli   |                       |  |  |       |  |  |                          |  |  |                    |  |
|                           |                   | Galeazzo Maria Sforza | Francesco Sforza      |  |  |       |  |  |                          |  |  |                    |  |
|                           |                   | Galeazzo Maria Sforza | Francesco Sforza      |  |  |       |  |  |                          |  |  |                    |  |
|                           |                   | Galeazzo Maria Sforza | Bianca Maria Visconti |  |  |       |  |  |                          |  |  |                    |  |
| Caterina Sforza           |                   | Galeazzo Maria Sforza |                       |  |  |       |  |  |                          |  |  |                    |  |
|                           |                   | Lucrezia Landriani    | ?                     |  |  |       |  |  |                          |  |  |                    |  |
|                           |                   | Lucrezia Landriani    | ?                     |  |  |       |  |  |                          |  |  |                    |  |
|                           |                   | Lucrezia Landriani    | ?                     |  |  |       |  |  |                          |  |  |                    |  |
| Cosimo I de' Medici       |                   | Lucrezia Landriani    |                       |  |  |       |  |  |                          |  |  |                    |  |
|                           | Giovanni Salviati | Alamanno Salviati     |                       |  |  |       |  |  |                          |  |  |                    |  |
|                           | Giovanni Salviati | Alamanno Salviati     |                       |  |  |       |  |  |                          |  |  |                    |  |
|                           | Giovanni Salviati | Caterina de' Medici   |                       |  |  |       |  |  |                          |  |  |                    |  |
| Jacopo Salviati           | Giovanni Salviati |                       |                       |  |  |       |  |  |                          |  |  |                    |  |
|                           |                   | Elena Gondi           | Simone Gondi          |  |  |       |  |  |                          |  |  |                    |  |
|                           |                   | Elena Gondi           | Simone Gondi          |  |  |       |  |  |                          |  |  |                    |  |
|                           |                   | Elena Gondi           | Maria Buondelmonti    |  |  |       |  |  |                          |  |  |                    |  |
| Maria Salviati            |                   | Elena Gondi           |                       |  |  |       |  |  |                          |  |  |                    |  |
|                           |                   | Lorenzo il Magnifico  | Piero il Gottoso      |  |  |       |  |  |                          |  |  |                    |  |
|                           |                   | Lorenzo il Magnifico  | Piero il Gottoso      |  |  |       |  |  |                          |  |  |                    |  |
|                           |                   | Lorenzo il Magnifico  | Lucrezia Tornabuoni   |  |  |       |  |  |                          |  |  |                    |  |
| Lucrezia de' Medici       |                   | Lorenzo il Magnifico  |                       |  |  |       |  |  |                          |  |  |                    |  |
|                           |                   | Clarice Orsini        | Jacopo Orsini         |  |  |       |  |  |                          |  |  |                    |  |
|                           |                   | Clarice Orsini        | Jacopo Orsini         |  |  |       |  |  |                          |  |  |                    |  |
|                           |                   | Clarice Orsini        | Maddalena Orsini      |  |  |       |  |  |                          |  |  |                    |  |
|                           |                   | Clarice Orsini        |                       |  |  |       |  |  |                          |  |  |                    |  |

### Ascendenza patrilineare
1. Medico di Potrone, *1046 †1102
2. Bono di Potrone, *1069 †1123
3. Bernardo di Potrone, *1099 †1147
4. Giambuono de' Medici, *1131 †1192
5. Chiarissimo, *1167 †1210, legato a Siena
6. Filippo, detto "Lippo", *? †?
7. Averardo, *? †1286
8. Averardo di Averardo, *? †1318, gonfaloniere di Giustizia (1314)
9. Salvestro, detto Chiarissimo, *? †1346, legato a Venezia
10. Averardo di Chiarissimo, detto "Bicci", *1320 †1363
11. Giovanni di Bicci, *1360 †1429
12. Lorenzo il Vecchio, *1395 †1440
13. Pierfrancesco il Vecchio, *1430 †1476
14. Giovanni il Popolano, *1467 †1498
15. Giovanni delle Bande Nere, *1498 †1526
16. Cosimo I, Granduca di Toscana, *1519 †1574